# Перепельницька сільська рада
Перепе́льницька сільська́ ра́да — адміністративно-територіальна одиниця та орган місцевого самоврядування у Зборівському районі Тернопільської області. Адміністративний центр — село Перепельники.

## Загальні відомості
Перепельницька сільська рада утворена в 1992 році.
- Територія ради: 2,87 км²
- Населення ради: 546 осіб (станом на 2001 рік)

## Населені пункти
Сільській раді підпорядковані населені пункти:
- с. Перепельники

## Склад ради
Рада складається з 15 депутатів та голови.
- Голова ради: Морозовський Франко Корнилович
- Секретар ради: Глемба Галина Василівна

### Керівний склад попередніх скликань
| Прізвище, ім'я, по батькові    | Основні відомості                                                 | Дата обрання | Дата звільнення |
| ------------------------------ | ----------------------------------------------------------------- | ------------ | --------------- |
| Кривий Михайло Ілліч           | Сільський голова, 1949 року народження, безпартійний              | 26.03.2006   | 02.02.2009      |
| Морозовський Франко Корнилович | Сільський голова, 1951 року народження, освіта вища, безпартійний | 21.06.2009   | 31.10.2010      |
| Морозовський Франко Корнилович | Сільський голова, 1951 року народження, освіта вища, безпартійний | 31.10.2010   |                 |

Примітка: таблиця складена за даними сайту Верховної Ради України

### Депутати
За результатами місцевих виборів 2010 року депутатами ради стали:

#### За суб'єктами висування
| Суб'єкт висування | Кількість обраних депутатів | %   |
| ----------------- | --------------------------- | --- |
| Самовисування     | 15                          | 100 |

#### За округами
| № округу | Прізвище, ім'я, по батькові     | Дата визнання обраним | Освіта             | Партійна приналежність | Відомості про обраного депутата                                              |
| -------- | ------------------------------- | --------------------- | ------------------ | ---------------------- | ---------------------------------------------------------------------------- |
| 1        | Тарнавський Василь Ярославович  | 17.12.2012            | середня            | позапартійний          | Зборівський коледж ТНТУ ім. І.Пулюя, студент                                 |
| 2        | Висоцький Ігор Васильович       | 04.11.2010            | вища               | позапартійний          | Тернопільське ПТУ № 1, майстер виробничного навчання                         |
| 3        | Глемба Галина Василівна         | 04.11.2010            | вища               | позапартійна           | Перепельницька сільська рада, секретар                                       |
| 4        | Грицишин Дмитро Богданович      | 04.11.2010            | середня спеціальна | позапартійний          | тимчасово не працює                                                          |
| 5        | Гуменюк Роман Ярославович       | 04.11.2010            | вища               | позапартійний          | Перепельницька загальноосвітня школа, вчитель                                |
| 6        | Дмитрів Михайло Михайлович      | 04.11.2010            | вища               | позапартійний          | тимчасово не працює                                                          |
| 7        | Дмитрів Ярослав Євгенович       | 04.11.2010            | середня            | позапартійний          | Геріатричний центр, оператор газової котельні                                |
| 8        | Дяків Марія Василівна           | 04.11.2010            | вища               | позапартійна           | Перепельницька сільська рада, бухгалтер                                      |
| 9        | Затертий Петро Васильович       | 04.11.2010            | середня            | позапартійний          | тимчасово не працює                                                          |
| 10       | Леськів Ігор Петрович           | 04.11.2010            | середня            | позапартійний          | приватний підприємець                                                        |
| 11       | Морозовський Володимир Петрович | 04.11.2010            | середня            | позапартійний          | тимчасово не працює                                                          |
| 12       | Настин Наталія Василівна        | 04.11.2010            | вища               | позапартійна           | Перепельницька амбулаторія загальної практики — сімейної медицини, медсестра |
| 13       | Остапів Василь Зіновійович      | 04.11.2010            | середня            | позапартійний          | Залозецьке лісництво, лісник                                                 |
| 14       | Сисак Володимир Васильович      | 04.11.2010            | вища               | позапартійний          | Перепельницька сільська рада, техпрацівник                                   |
| 15       | Яворський Анатолій Ярославович  | 04.11.2010            | вища               | позапартійний          | приватний підприємець                                                        |